# Theodoricus de Campo
Theodoricus de Campo foi um musicólogo italiano do século XIV.
Sua existência é questionada. É conhecido por supostamente escrever o tratado De musica mensurabili, sobre a notação musical da Ars nova. A obra foi descoberta no manuscrito Barberiniano latino 307, da Biblioteca Apostólica Vaticana, composto entre 1390 e 1435 por vários escribas, que contém diversas outras obras de vários autores, na íntegra ou em fragmento. Muitas páginas se perderam.
A autoria foi atribuída por Edmond de Coussemaker ao fratris Theodorici de Campo quando editou a obra no século XIX, incluindo-a no seu Scriptorum de musica medii aevi nova series a Gerbertina altera, publicado em Paris em 4 volumes entre 1864 e 1876, mas segundo Karen Cook, o editor leu erroneamente o nome do escritor, que seria Theodonus de Caprio. Uma anotação no frontispício do manuscrito, por um escriba moderno, cita entre os autores do volume Theodoricus de Campo, mas não cita o título da obra. Uma anotação no início do texto De musica mensurabili, por um escriba antigo, mas posterior à data da compilação, diz que era de "outro autor".
Na literatura crítica os dois nomes ainda são usados, enquanto alguns preferem atribuir a autoria a algum musicólogo desconhecido ou usar a forma Pseudo-Theodoricus de Campo. A obra é de particular interesse por descrever uma série de notas musicais com novas formas e novos valores de duração, incluindo a semínima, a semifusa e a semissemifusa, e por ser o único tratado italiano a debater o significado do prefixo semi-, atribuindo sua origem à palavra semus, significando "metade" ou "imperfeito".
Theodonus de Caprio é explicitamente citado como o autor de outra obra do manuscrito Barberiniano latino 307, intitulada Regiile contrapuncti, sobre o contraponto, sendo acrescentado que em 1431 era prior do convento de Santa Ágata em Cápua.